# Cryonics
Cryonics (Đông xác) (từ κρύος Hy Lạp 'kryos-' có nghĩa là 'lạnh') là việc bảo quản ở nhiệt độ thấp (thường ở -196 °C) cho những người không thể được duy trì bằng y học hiện đại, với hy vọng rằng những xác này sẽ được làm sống lại trong tương lai xa. Việc bảo quản lạnh của con người là không thể đảo chiều với công nghệ hiện nay; các chuyên gia đông xác hy vọng rằng tiến bộ y học ngày nào đó sẽ cho phép mọi người trữ lạnh để được hồi sinh.
Cryonics được bị cộng đồng khoa học chính thống hoài nghi và không phải là một phần của thực hành y tế bình thường. Người ta không biết đến bao giờ mới có thể làm sống lại một con người được bảo quản lạnh. Cryonics phụ thuộc vào niềm tin rằng cái chết là một quá trình chứ không phải là một sự kiện, rằng cái chết lâm sàng là một tiên lượng tử vong chứ không phải là một chẩn đoán chết, và là bệnh nhân cryonics đã không trải qua chết lý thuyết thông tin lý thuyết chết. Quan điểm như vậy bị giới y học hoài nghi.
Thủ tục Cryonics chỉ có thể bắt đầu sau khi người được đông xác chết về pháp lý, và cryonics "bệnh nhân" được coi là đã chết một cách hợp pháp. thủ tục Cryonics lý tưởng bắt đầu trong vòng vài phút tim ngừng đập, và sử dụng chất bảo quản lạnh để ngăn chặn sự hình thành băng trong quá trình bảo quản lạnh. Xác chết đầu tiên được trữ lạnh là của Tiến sĩ James Bedford năm 1967. Tính đến năm 2014, khoảng 250 thi thể được trữ lạnh tại Hoa Kỳ, và 1.500 người đã thu xếp để bảo quản lạnh sau khi chết hợp pháp của mình. 
Cryonics bị cộng đồng khoa học hoài nghi do tổn thương tế bào do lạnh gây ra mặc dù có chất bảo vệ lạnh. Một quy trình mới, thủy tinh hóa, đã được phát triển vào năm 2018, nhưng thiếu khả năng bảo toàn ngưỡng dễ bị kích thích của các khớp thần kinh. Vì vậy, đến năm 2023, cần hướng nghiên cứu duy trì ngưỡng kích thích của khớp thần kinh trong quá trình thủy tinh hóa.